# Регламент радіозв'язку
Регламент радіозв'язку — основний документ Міжнародного союзу електрозв'язку, що визначає порядок використання будь-якого радіопристрою, яке працює на території будь-якої з країн-членів Міжнародного союзу електрозв'язку.

## Основні задачі
Регламент радіозв'язку є зведенням правил експлуатації пристроїв, випромінюючих електромагнітні хвилі в радіодіапазоні. Кожне з таких пристроїв є потенційним джерелом перешкод для радіоприйому, тому існує необхідність точного визначення параметрів і порядку роботи радіоприймальних і радіопередавальних пристроїв для їх одночасної роботи в різних регіонах. Регламент радіозв'язку включає в себе класифікацію радіопристроїв по сфері їх застосування, порядок розподілу ділянок радіодіапазону, відведених для різних видів комунікації (радіозв'язок, радіомовлення, телебачення, радіонавігація, радіолокація тощо), а також норми параметрів пристроїв, випромінюючих або приймаючих радіохвилі, умови використання радіочастот окремими радіослужбами в різних районах світу, правила закріплення робочих частот за радіостанціями тощо.